# BPTF
BPTF‏ (Bromodomain PHD finger transcription factor) هوَ بروتين يُشَفر بواسطة جين BPTF في الإنسان.